# North Dakota Highway 200
Der North Dakota Highway 200 (kurz: ND 200) ist eine 416 Meilen (oder 665 km) lange und in Ost-West-Richtung verlaufende State Route im US-Bundesstaat North Dakota.

## Allgemeines
Der im Oktober 1967 eröffnete North Dakota Highway 200 ist Teil des United States Highway 200, der in Duluth (Minnesota) beginnt, in westlicher Richtung durch Minnesota, North Dakota, Montana und Idaho führt, wo er nahe Sandpoint endet. Die ursprüngliche Verlängerung nach Spokane (Bundesstaat Washington) wurde aufgegeben. Der ND 200 ist die längste State Route in North Dakota.

## Verlauf

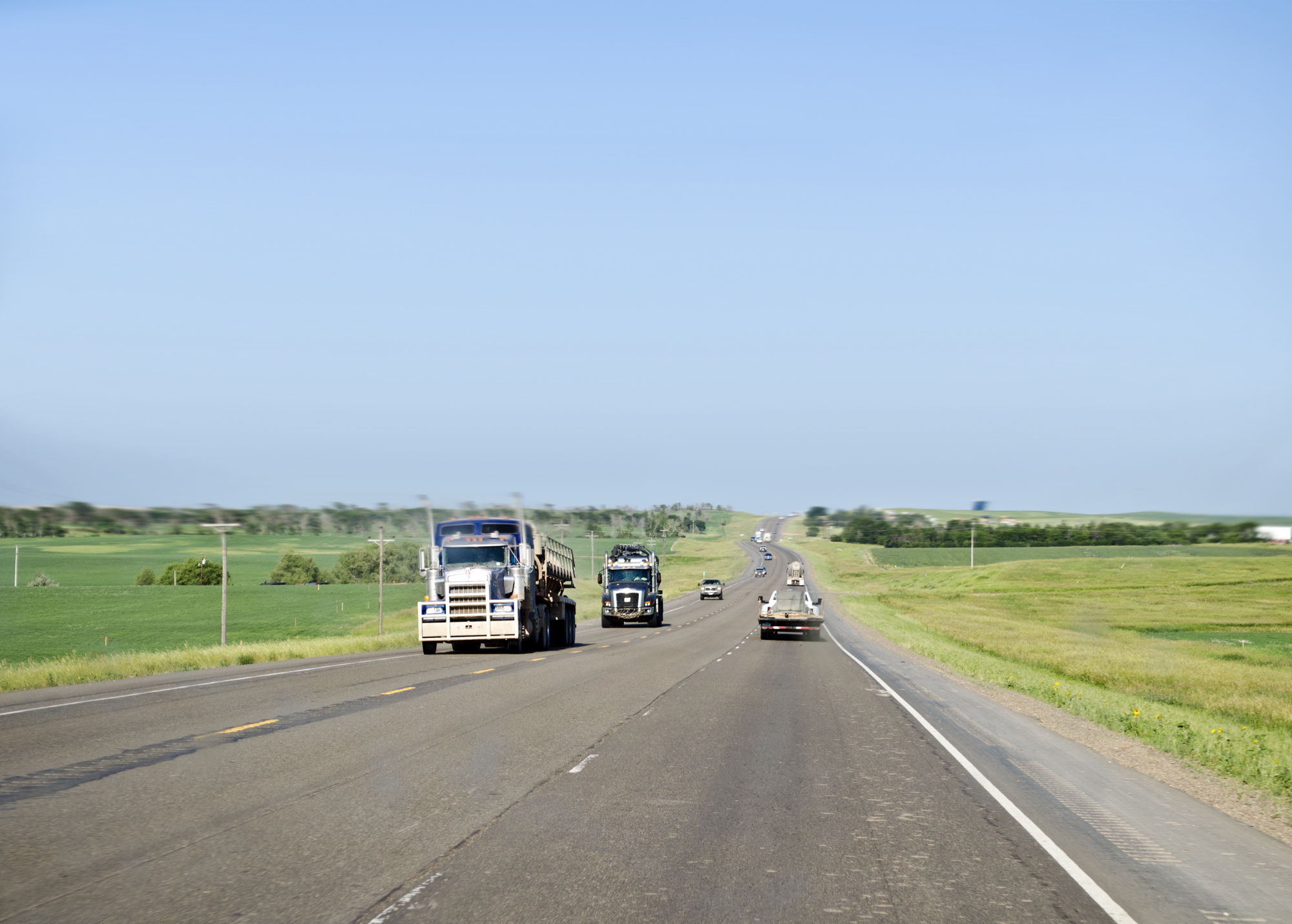
Der ND 200 westlich von Watford City, Blick in Richtung Osten

### Übersicht
Der ND 200 beginnt im Osten an der Grenze zu Minnesota, wo es keinen Grenzort gibt. Am Highway liegen – von Osten beginnend – die Städte Hillsboro, Taft, Mayville und Carrington, bevor er im Westen an der Grenze zu Montana – wiederum ohne Grenzort – endet
| Ortschaft        | Entfernung in km | Entfernung in mi |
| ---------------- | ---------------- | ---------------- |
| Grenze Minnesota | 0                | 0                |
| Hillsboro        | 11               | 7                |
| Mayville         | 29               | 18               |
| Finley           | 40               | 25               |
| Cooperstown      | 30               | 19               |
| Carrington       | 77               | 48               |
| McClusky         | 104              | 65               |
| Washburn         | 67               | 41               |
| Hazen            | 51               | 32               |
| Watford City     | 178              | 111              |
| Grenze Montana   | 78               | 53               |
| gesamt           | 665              | 419              |

Die Hauptstadt von  North Dakota, Bismarck, wird vom ND 200 nicht bedient.

### Einzelheiten
Der North Dakota Highway 200 beginnt in Halstad/Minnesota als 3rd Street West. Die Grenze zu North Dakota wird vom Beginn nach 7 Meilen (11 km) erreicht; sie wird durch den Red River of the North gebildet, der vom ND 200 überquert wird. Die 1933 erbaute alte Brücke wurde nach häufigen Überschwemmungen im Jahre 1999 durch eine neue, wenige Meter südlich liegende Brücke mit einer Breite von 45,7 Metern ersetzt.   
Der ND 200 führt nun schnurgerade bis nach Alton, wo ein Alternative Highway 200 beginnt. In Hillsboro, dem Verwaltungssitz (englisch County Seat) vom Traill County, verläuft der ND 200 als Durchgangsstraße durch das Stadtzentrum. Nach 18 Meilen (29 km) wird Mayville erreicht. 
Im 25 mi (40 km) entfernten Finley (dem County Seat vom Steele County) kreuzt der North Dakota Highway 32 die ND 200. Sie besitzt südlicher Richtung mit dem ND Highway 32 eine gemeinsame kurze Strecke, bis der ND 200 als eigenständige Straße Richtung Cooperstown (County Seat vom Griggs County) weiterführt. Wieder schnurgerade geht es in westlicher Richtung nach Carrington (48 mi, 77 km). Über McClusky (County Seat vom Sheridan County) wird Washburn erreicht. Die Lewis-und-Clark-Expedition errichtete hier in der Nähe ihr Winterlager Fort Mandan, das sie zwischen November 1804 und April 1805 benutzte. Vom ND 200 wird hierfür in Washburn in Richtung Westen auf den US Highway 83 und dann eine Landesstraße abgebogen, da sich die ND 200 südlich des Missouri River befindet, das Fort jedoch nördlich.
Wieder zurück auf dem ND 200 folgt Hazen, von wo aus der ND 200 nach Dunn Center führt. Der ND 200 folgt nördlich der Route des Theodore Roosevelt Expressway, bis Watford City (County Seat vom McKenzie County) erreicht wird. Kurz nach dem Ort führt der ND 200 über die Grenze nach Sidney (Montana).

## United States Highway 200 (US State Route 200)
Der ND 200 ist Teil der Fernstraße United States Highway 200 (US State Route 200), der in folgenden Bundesstaaten in Ost-West-Richtung verläuft:
| Bundesstaat  | Straßenname | Länge in km | Länge in mi |
| ------------ | ----------- | ----------- | ----------- |
| North Dakota | ND 200      | 0665        | 0416        |
| Montana      | MT 200      | 1131        | 0707        |
| Idaho        | ID 200      | 084         | 053         |
| Minnesota    | MN 200      | 0322        | 0201        |
| gesamt       |             | 2203        | 1377        |

Die jeweiligen Hauptstädte dieser Bundesstaaten werden von der US State Route 200 nicht berührt.